# La Novella Baixa
La Novella Baixa és un monument del municipi de Vila-sana (Pla d'Urgell) inclòs en l'Inventari del Patrimoni Arquitectònic de Catalunya.

## Descripció
És un edifici de dues plantes i golfes. Consta de dues cases, no diferenciades exteriorment. Les cornises que separen les plantes estan remarcades i, juntament amb altres elements, donen sensació d'horitzontalitat a l'edifici. Les obertures són rectangulars i estan emmarcades amb una motllura. El coronament és fet per barana massissa amb gerros decoratius i un sector central de perfil sinuós, amb un medalló amb un relleu de Crist. A més del casal, hi ha un conjunt d'edificacions annexes que es troben en molt mal estat de conservació.

## Història
El terme de Les Novelles comprenia tot el terreny que es trobava a la part del Palau d'Anglesola. Antigament la Novella era un tot, on hi havia un gran casal, que fou dels Priors dels Hospitalers de Barcelona. Cap al 1690 possiblement estava deshabitada.
Aquesta agrupació de la Novella Baixa té el seu origen constructiu cap al 1700. Als segles xii i xiii figura com a Parròquia del bisbat de Vic.